# Trasmettitore di localizzazione d'emergenza

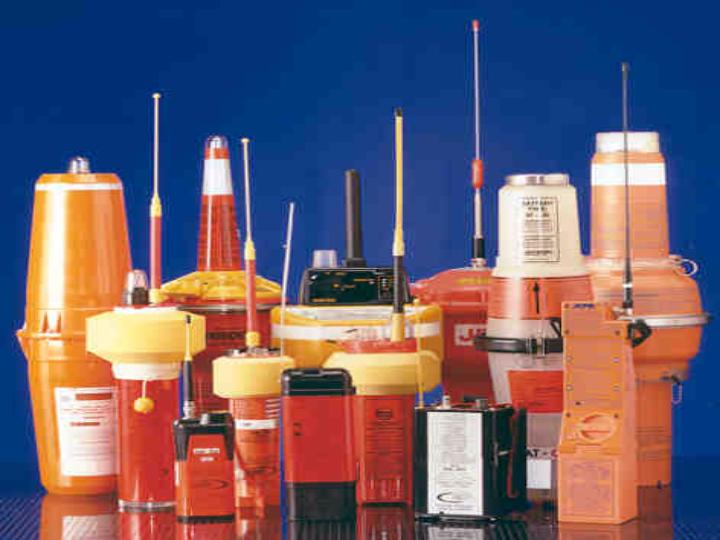
Modelli di trasmettitori di localizzazione d'emergenza

Un trasmettitore di localizzazione d'emergenza (anche noto come ELT, PLB, EPIRB o Beacon) è un dispositivo il cui scopo è quello di segnalare istantaneamente ed in qualsiasi parte del pianeta, la posizione di navi, aerei e persone in situazioni di grave emergenza. È essenzialmente costituito da un radiofaro che si interfaccia con il sistema satellitare COSPAS-SARSAT per le operazioni di ricerca e soccorso. Il trasmettitore, una volta attivato manualmente o automaticamente (per immersione o a seguito di urti), emette segnali sulle frequenze di emergenza che vengono captati dalla rete di satelliti in orbita e ritrasmessi a terra presso i centri di coordinamento soccorso.
Dal momento dell'entrata in servizio del sistema Cospas-Sarsat nel 1982, i localizzatori d'emergenza hanno contribuito al soccorso di più di 28000 persone in 7000 emergenze. Nel 2010, il sistema ha fornito informazioni utili al soccorso di 2388 persone durante 641 eventi. Solo nell'area di competenza italiana, sono state soccorse dal 1996 al 2010, 1055 persone in 129 incidenti.

## Descrizione generale
I trasmettitori hanno generalmente colorazioni sgargianti e sono impermeabili. Quelli per uso marittimo ed aeronautico sono i più grandi (ma contengono comunque l'ingombro in un cubo con meno di 30 cm per lato ed un peso inferiore ai 5 kg) mentre quelli per la localizzazione di persone sono tascabili e con un peso inferiore al chilo. Le unità hanno una vita utile dipendente dalla batteria installata che può durare anche 10 anni in attesa. Una volta attivato, il segnale viene trasmesso per almeno 24 ore.

### Segnale trasmesso

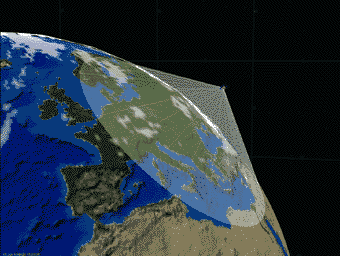
Esempio di impronta del segnale LEOSAR.

I trasmettitori digitali operano sulla frequenza di 406 MHz e possono essere associati ad unità analogiche che trasmettono sulla frequenza internazionale di emergenza di 121,5 MHz. Dal primo febbraio 2009 il segnale analogico non è più rilevato dai satelliti ma continua ad essere utilizzato per la ricerca radiogonometrica dalle stazioni di terra. A partire dalla stessa data anche il segnale analogico sui 243 MHz emesso dai vecchi dispositivi non è più rilevato.
Nel segnale digitale è codificata l'identificazione dell'apparato trasmittente con i dati registrati al momento dell'acquisto. Vengono emessi segnali con una potenza di 5 Watt ad intervalli di 50 secondi. L'incertezza della localizzazione è di 5 chilometri se l'effetto Doppler del segnale è rilevabile dalla rete di satelliti in orbita bassa (LEOSAR), o 150 metri se il beacon ha la modalità GPS e codifica la sua posizione nel segnale inviato.
I satelliti in orbita bassa coprono la superficie terrestre ad intervalli regolari, in modo da garantire (alle medie latitudini) tempi di attesa per il rilevamento della posizione inferiori all'ora. La rete di satelliti geostazionari (GEOSAR) comunque, sebbene non possa sfruttare l'effetto Doppler per la localizzazione del trasmettitore, è in grado di rilevare istantaneamente la segnalazione (e se trasmessa anche la posizione) allertando tempestivamente il servizio di ricerca e soccorso.

## Classificazione
A seconda dell'ambiente d'uso per il quale sono stati progettati, i trasmettitori si possono suddividere in:
- EPIRB (dall'inglese Emergency Position-Indicating Radio Beacon)
- ELT (Emergency Locator Transmitter)
- PLB (Personal Locator Beacon)

### EPIRB
Gli EPIRB sono dispositivi impiegati in ambito marittimo. Oltre al segnale digitale sui 406 MHz trasmettono in bassa potenza ed in analogico sulla frequenza internazionale di emergenza di 121,5 MHz. Sono a loro volta suddivisi in base alla modalità di attivazione. Quelli di categoria I possono essere attivati manualmente o automaticamente nel momento in cui l'EPIRB si sgancia dal supporto a rilascio idrostatico. In quest'ultimo caso, una volta raggiunta una profondità compresa tra 1 e 4 metri, il beacon viene rilasciato e, raggiunta la superficie, trasmette il segnale di emergenza. Quelli di categoria II, invece, devono essere attivati manualmente dall'equipaggio.

### ELT
Anche gli ELT, impiegati in ambito aeronautico, possono essere di categoria I o II. In questo caso l'attivazione automatica scatta in caso di urto violento, a volte anche in seguito ad un atterraggio particolarmente "duro" generando conseguentemente un falso allarme. Possono essere attivabili manualmente dalla cabina di pilotaggio o (per quelli portatili) anche con un interruttore posto direttamente sull'unità.

### PLB
I PLB sono dispositivi portatili per zone in cui non è disponibile il normale servizio di emergenza. Non sostituiscono gli ELT o gli EPIRB dove previsti dalle norme della navigazione. A differenza degli altri due tipi, i PLB sono attivabili esclusivamente in modalità manuale. Un eventuale segnale analogico sulla frequenza di 121,5 MHz permette la sua localizzazione radiogonometrica.